# Кеда
Ке́да (груз. ქედა) — містечко (даба) в Грузії, на півдні Аджарії. Центр Кедського муніципалітету. Містечко розташоване на річці Аджарісцкалі (притока річки Чорох).
В радянський період в містечку працювали чайна фабрика, молочний та лісопильний заводи, сільськогосподарський технікум.